# ヘレーネ・スタンリー
ヘレーネ・スタンリー（英: Helene Stanley、1929年7月17日 - 1990年12月27日）は、アメリカ合衆国の女優。
ディズニー映画「シンデレラ」のシンデレラ、アナスタシア、「眠れる森の美女」のオーロラ姫、「101匹わんちゃん」のアニータ・ラドクリフのライブモデルとして最もよく知られている。